# Pașcani, Criuleni
Pașcani este satul de reședință al comunei cu același nume  din raionul Criuleni, Republica Moldova.

## Nume
Denumirea satului Pașcani provine din antroponimul Pașco, Pașcan.

## Istorie
Satul Pașcani a fost atestat la 13 martie 1495:
„Cu mila lui Dumnezeu, noi Ștefan voievod, domn al Țării Moldovei. Facem știre cu aceasta carte a noastră, tuturor cui o vor vedea, sau o vor auzi citindu-se. Iată aceasta adevărata sluga a noastră, Cozma Pașco și fratele lui, Mihul, și sora lor, Nastea, feciorii lui Hodco Pașcan, i-am miluit pe ei cu a noastră osebita mila și le-am întărit lor, în pământul nostru, în Moldova, a lor dreapta ocina, satele anume Pașcanii, pe Ichel, partea de jos ... cu heleșteu la fântâna, ce este puțin mai sus de sat, în același hotar, și o seliște sub Poroseci, ... .

...

Iar pentru mai mare tărie a celor mai sus scrise, am poruncit credinciosului nostru boier, Tăutul logofăt, să scrie și pecetea noastră la cartea noastră.
A scris Matei diac, în Suceava, leat 7003 <1495>, 13.”
La 14 iulie 1824 este înregistrată jaloba țăranilor din satul Pașcani, ținutul Orhei contra boierului Corcevschi.

## Demografie
Componența etnică a satului Pașcani
     Moldoveni/Români (98,99%)
     Ucrainieni (0,45%)
     Ruși (0,45%)
     Altă etnie (0,11%)
Conform recensământului din anul 2004, în sat locuiau 890 de locuitori, din care bărbați - 424, femei - 466. După componența etnică, au fost înregistrați 881 de moldoveni/români, 4 ucrainieni, 4 ruși și o persoană de altă etnie.